# Drosophila griseolineata
Drosophila griseolineata är en tvåvingeart som beskrevs av Oswald Duda 1927. Drosophila griseolineata ingår i släktet Drosophila och familjen daggflugor.
Artens utbredningsområde är Bolivia, Brasilien och Colombia.